# Kalifa Gassama Diaby
Pour les articles homonymes, voir Diaby.
Kalifa Gassama Diaby, né en Guinée, est une personnalité politique guinéenne, diplômé en droit.
De 2012 à 2018, il est Ministre des Droits de l'Homme et Libertés publiques.

## Discours
Après plusieurs tentatives, il quitte son troisième gouvernement, avec une lettre adressée au président de la république Alpha Condé en 2018,.

« Lorsqu’on a définitivement acquis la certitude que le combat que l’on mène avec le cœur, l’honnêteté et l’engagement éthique n’est plus manifestement, clairement, une préoccupation et une priorité majeure ni pour le gouvernement auquel on appartient, ni pour les acteurs politiques nationaux, ni dans le jeu politique et institutionnel, on se retire. »

Un mois après l'enlèvement de Foniké Menguè et Billo Bah, il écrit une tribune « Transition en Guinée : la dynamique totalitaire et les ingrédients du chaos » pour dénoncer les agissement du CNRD et dénonce le silence des partenaires de la Guinée. 

## Prix et reconnaissances
- En 2018 : personnalité de l’année de Guinéenews[6]